# Stock Exchange Building
Das Stock Exchange Building ist ein hohes Bürogebäude in Calgary, Alberta, Kanada. Das Gebäude wurde 1979 fertiggestellt und befindet sich in der 300 5th Avenue SW in der Innenstadt von Calgary. Das Gebäude erreicht eine Höhe von 124 Metern und verfügt über 31 Stockwerke. Es ist mit Calgarys Plus 15 Skywalk mit weiteren Gebäuden wie u. a. Calgary Place, Metropolitan Centre, Westin Hotel und Sheraton Eau Claire verbunden. Es wird von dem Immobilienunternehmen GWL Realty Advisors betrieben. Die größten Mieter des Gebäudes sind die Toronto Stock Exchange, die ihre TSX Venture Exchange-Börse in Calgary betreibt, Cenovus Energy und der Hauptsitz von Kinder Morgan Canada.